# 松伏町
松伏町（日语：／ Matsubushi machi */?）位于日本埼玉縣東部，属于北葛饰郡的一个町。人口約3萬人。町內沒有鐵路通過。

## 地理
松伏町呈南北狭长的形状。田岛、金杉附近与吉川市边界交错。东北部的筑比地是被江户川分割的下总台地的一部分——金杉台地，除此之外，地形基本平坦。古利根川沿岸的河畔沙丘形成微高地，略高于周边，町政府等机构就位于此处。町域面积约16平方公里。

## 历史
- 江户时代以前，这里属于下总国葛饰郡。
- 1955年4月20日 - 松伏领村与金杉村合并，新设松伏领村（まつぶしりょうむら）。
- 1956年4月15日 - 改称为松伏村。
- 1967年 - 人口突破1万人。
- 1969年4月1日 - 实施町制，成为松伏町。
- 1985年 - 人口突破2万人。
- 2001年12月4日 - 人口突破3万人。
- 2016年 - 根据同年10月发布的推算人口，人口回落至3万人以下。

曾考虑与吉川市合并，但因松伏町反对意见占多数而放弃（吉川市赞成意见占多数）。